# Leucas mukerjiana
Leucas mukerjiana là một loài thực vật có hoa trong họ Hoa môi. Loài này được Subba Rao & Kumari mô tả khoa học đầu tiên năm 1969.